# Département Nord (Haiti)
Nord ist ein Département im Norden von Haiti. Es umfasst eine Fläche von 2115 km² und hat rund 1.067.000 Einwohner (Stand 2015).